# Fazit-Stiftung
Die Fazit-Stiftung Gemeinnützige Verlagsgesellschaft mbH (Eigenschreibweise FAZIT-STIFTUNG) mit Sitz in Frankfurt am Main wurde von den Verlegern und Herausgebern der Frankfurter Allgemeinen Zeitung gegründet, damit nicht durch die Kapitalübernahme des Verlages der politische Kurs der FAZ verändert werden kann und um damit „die redaktionelle und unternehmerische Unabhängigkeit der Zeitung wirkungsvoll und dauerhaft“ zu sichern.

## Das Vermögen der Stiftung
Fazit hält jeweils mehr als 90 Prozent des Kapitals der Frankfurter Allgemeine Zeitung GmbH und der Frankfurter Societät, der das sonstige operative Geschäft der Societäts-Gruppe untersteht, u. a. die Frankfurter Societäts-Druckerei und die Frankfurter Societät Medien, bei der u. a. die Frankfurter Neue Presse erscheint. Die Frankfurter Societät selber ist wiederum aus einer Reorganisation der Societäts-Druckerei entstanden.
Das Stammkapital beträgt 90.000 Euro. Die Erträge aus diesen Beteiligungen werden ausschließlich für gemeinnützige Zwecke verwendet. Ziel von Fazit ist die Förderung von Wissenschaft und Forschung, Bildung und Erziehung, unter anderem durch die Vergabe von Stipendien zur Promotion und Habilitation an Universitäten und Technischen Hochschulen. Außerdem werden Universitäten, Technische Hochschulen und Fachhochschulen sowie Forschungsinstitute der Max-Planck-Gesellschaft unterstützt.

## Bestimmungen des Gesellschaftervertrages
Laut Gesellschaftsvertrag sind deren Gesellschafter bis zu neun Personen mit jeweils gleichen Teilen, deren Anteil ohne finanziellen Ausgleich an Nachfolger übergeben wird, die einstimmig von der Gesellschaftsversammlung ausgewählt werden. Dabei sollen nach Paragraph 5 „nur solche Personen Gesellschafter werden, die nach ihrer Stellung und Persönlichkeit die Gewähr für den Erhalt der steuerlichen Gemeinnützigkeit der Gesellschaft und für die Wahrung der Unabhängigkeit der Frankfurter Allgemeine Zeitung bieten“. Das Alter der Gesellschafter ist auf 75 Jahre begrenzt. Ein Gesellschafter kann auch ausgeschlossen werden und muss seinen Gesellschafteranteil an den von den anderen bestimmten Nachfolger abgeben.
Die Gesellschafterversammlung heißt Kuratorium. Vorsitzender des Kuratoriums ist Ulrich Wilhelm. Stellvertretender Vorsitzender ist Andreas Barner. Die Geschäftsführung teilen sich Ulrich Wilhelm und Simon Haug.
Seit November 2022 sind Gesellschafter:
- Ulrich Wilhelm, von 2011 bis 2021 Intendant des Bayerischen Rundfunks und zuvor von 2005 bis 2010 Chef des Bundespresseamts und Regierungssprecher der Bundesregierung für das Kabinett Merkel I und Merkel II
- Andreas Barner, von 2009 bis 2016 Vorsitzender der Unternehmensleitung der Boehringer Ingelheim GmbH, Ingelheim am Rhein
- Marija Korsch, von 2013 bis 2021 Aufsichtsratsvorsitzende der Aareal Bank, davor von 1993 bis 2008 Bankhaus Metzler, Frankfurt am Main
- Birgitta Wolff, Wirtschaftswissenschaftlerin, ehemalige Landesministerin (CDU) und 2015 bis 2020 Präsidentin der Goethe-Universität Frankfurt am Main. Seit September 2022 ist sie Rektorin der Bergischen Universität Wuppertal

Das Kuratorium ist zum Jahresanfang 2023 um drei Mitglieder angewachsen:
- Peter M. Huber, von 2010 bis 2023 Richter des Bundesverfassungsgerichtes, zuvor ab November 2009 Innenminister des Freistaates Thüringen (Kabinett Lieberknecht). Zudem seit 2002 ordentlicher Professor an der Universität München
- Jens Weidmann, von 2011 bis 2021 Präsident der Deutschen Bundesbank und als solcher Mitglied des EZB-Rates, sowie von 2015 bis 2022 Vorsitzender des Verwaltungsrats der Bank für Internationalen Zahlungsausgleich in Basel. Seit Juni 2023 neuer Aufsichtsratsvorsitzender der Commerzbank
- Cornelia Woll, Politikwissenschaftlerin und seit Frühjahr 2022 Präsidentin der Berliner Hertie-School. Inhaberin des Lehrstuhls für International Political Economy

## Geschichte
Die Fazit-Stiftung entstand am 22. April 1959 durch Umwandlung der damaligen Mehrheitseignerin der FAZ, der Allgemeinen Verlagsgesellschaft mbH, in FAZIT-STIFTUNG Gemeinnützige Verlagsgesellschaft mbH. 1989 fusionierte die noch aus der Weimarer Zeit stammende Imprimatur GmbH mit der Fazit-Stiftung und brachte damit ihre Kapitalmehrheit an der Frankfurter Societäts-Druckerei mit in das Stiftungskapital ein.